# 奥菜秀次
奥菜 秀次（おきな ひでじ、1963年2月7日 - ）は、日本のフリーライター。埼玉県出身。アメリカ現代史研究家。

## 概説
その著書として作家・ジャーナリストの落合信彦に関するものが知られている。
落合の著作と膨大な資料を比較検討することにより、その成果は単に個人の批判のみにとどまらず、日本の出版、ジャーナリズムの一面を照らし出すものであるとする意見もある。但し個人の批判については多方面からの慎重な検証が必要であることは当然であり、議論が待たれるところである。
落合関連以外に、ケネディ大統領暗殺事件に関する著作や9.11テロなどに関する陰謀論を検証した著作もあり、陰謀論者を「確信犯的、愉快犯的」に自説に都合のよい情報のみを集め編纂する「陰謀論メーカー」と、それを（自身の信条や善意のもと）無批判に信じ、広める「陰謀論プロモーター」に分け、陰謀論が生まれる構造を分析している。また、アメリカ同時多発テロ事件陰謀説を支持する集会に赴いてパネリスト（日本における9.11テロ陰謀説の発信源）たちに根本的な疑問を質問した。

## 著作

### 落合信彦関連
- 『落合信彦 最後の真実』　（鹿砦社、1999）ISBN 4846303055
- 『捏造ジャーナリスト　落合信彦』　（鹿砦社、2001）ISBN 4846304175
- 『落合信彦・最後の真実 改訂新版』　（鹿砦社、2001）ISBN 4846304345
- 『落合信彦 破局への道』　（鹿砦社、2004）ISBN 4846305422
- 『捏造ジャーナリスト 落合信彦 増補新版』　（鹿砦社、2005）ISBN 4846305902

### その他
- 『ケネディ暗殺 隠蔽と陰謀』 (鹿砦社、2000) ISBN 4286103048
- 『陰謀論の罠 The Trap of Conspiracy Theories 「9.11テロ自作自演」説はこうして捏造された』（光文社、2007）　ISBN 9784334934071
- 『捏造の世界史』 (祥伝社、2008)　ISBN 4396314558[7]
- 『検証 陰謀論はどこまで真実か』 (共著、文芸社、2011)　ISBN 4286103048
- 『アメリカ陰謀論の真相』 (文芸社、2011)　ISBN 4286113574

### 雑誌記事
『週刊新潮』
- 「｢日本上陸｣で米軍は｢サリン攻撃｣を計画していた」「｢ケネディ暗殺犯｣オズワルドの愛人だった｢日本人女性｣」他

『スキャンダル大戦争』（1-7、鹿砦社）

### 翻訳書
「佐木秀次」名義
- 『最強 香港アクションシネマ 』Bey Logan(原著), 佐木秀次(翻訳)(フォレスト出版、1998) ISBN 978-4894510609